# Серр, Феликс де
Фели́кс де Серр (фр. Félix de Serres) (ок. 1750—1840) — французский учёный-химик, произвёл первый химический анализ сакских грязей с целью изучения их лечебных свойств. Это событие рассматривается как начало курортного освоения Крыма.

## Биография
Работал во Франции у знаменитого Антуана де Фуркруа; приехал в Крым по просьбе Таврического губернатора Бороздина для устройства в его имении Саблы заводов и фабрик. После строительства суконной фабрики в имении Бороздина Де Серр занимался другими делами, в том числе работал управляющим императорскими землями в Ореанде. Оставив службу, приобрел в Симферополе сад, принадлежавший ранее Палласу, лучший в городе, и построил большой дом на нынешнем проспекте Кирова 49А. Это был один из первых европейского стиля домов в Симферополе. Именно у де Серра останавливался Пушкин в Симферополе в сентябре 1820 года.https://www.simfion.ru/hist02.htm
Де Серр вернулся во Францию в 1828 году; был профессором химии в университете в Клермон-Ферране.

## Память
В 2007 году НБУ была выпущена юбилейная монета «200 лет курортам Крым» в 5 гривен с изображением Феликса де Серра, ученика Лавуазье